# 簡綽桐
簡綽桐（英語：Kan Cheuk Tung Natalie，2002年4月30日—），香港女子游泳運動員。畢業於保良局蔡繼有學校，2020年9月起赴美升讀密歇根大學。

## 簡歷
2016年7月，簡綽桐於俄羅斯舉行的第六屆亞洲國際兒童運動會掃走1銀6銅，是港隊該屆得最多獎牌的運動員。2017年3月，簡綽桐在香港短池分齡游泳錦標賽橫掃六金，贏出所有出戰項目，創下5項分齡紀錄和2項青年紀錄，這也是她首次在香港游泳紀錄上留名。
2017年9月，簡綽桐在阿什哈巴德2017亞洲室內暨武術運動會100公尺蛙泳中以1分09秒19奪銅，並打破自己保持的1分09秒48香港青少年紀錄。。10月，簡綽桐在港九區中學校際游泳比賽D2組賽事女子B Grade 50米背泳項目中，游出29秒52摘得金牌，打破女拔黃巧晴於2009年造出的舊紀錄，亦破香港青年紀錄。其後再於50米蝶泳游出27秒71，打破協恩陳健樂8年前寫下的舊紀錄。
2018年9月，簡綽桐代表香港參加印尼雅加達舉行的亞運會游泳比賽，贏得女子4×200米自由式接力銅牌，個人項目中簡綽桐在200米混合泳得第八，200米背泳亦僅以0.61秒之差與決賽緣慳一面。10月，簡綽桐代表香港參加阿根廷布宜諾斯艾利斯舉行的青年奧運會游泳比賽，在100米蝶泳獲得第七名，50米背泳亦列第九。
2018年11月，簡綽桐在世界盃短池泳賽新加坡站游出1分01秒08，改寫塵封8年的女子100米混合泳香港紀錄，為她首個港績。同時她夥拍杜敬謙、卓銘浩及施幸余出戰4×50米自由泳混合接力賽，泅出1分34秒18為港增添一面銅牌。12月，在杭州短池游泳世錦賽中簡綽桐連同施幸余、陳健樂及何南慧游出8分01秒24，合力翻新女子4×200米自由式接力香港紀錄，位列第九。在100米混合泳賽事中則名列第十九名。
2019年8月，簡綽桐代表香港參加匈牙利布達佩斯舉行的世界青年游泳錦標賽，在50米蝶泳初賽游出27秒47，打破香港分齡紀錄，最後位列第十四名。在50米背泳及100米蝶泳中簡綽桐亦闖進準決賽，游出27秒47及1分0秒9，皆以第十六名完成。她也聯同何南慧、林凱喬及黃詩婷出戰4×100米和4×200米自由式接力。10月在學界最後探戈中簡綽桐在200米混合泳游出2分17秒80，與何詩蓓的記錄僅差0.22秒，50米蝶泳亦以27秒65封后，助蔡繼有奪A Grade團體冠軍，以3面金牌為學界生涯作結。
2021年6月，簡綽桐在東京奧運最後達標賽中在100米自由泳游出56秒07，以0.06秒之差與奧運B標擦身而過。收拾心情後，在7月的短池游泳計時賽中，她在100米個人混合泳達年底的短池游泳世錦賽A標，兼與施幸余齊破自己保持的港績。年底，簡綽桐在阿布扎比舉行的世錦賽游出1分01秒77，以第29名完成100米個人混合泳賽事。
2022年2月，因疫情而延遲一年向密歇根大學泳隊報到的簡綽桐初戰十大聯盟分區錦標賽，其中在4×50碼自由式接力她與奧運100米蝶泳冠軍麥妮爾聯手，游出破大會記錄的1分26秒74封后，個人項目中也在100米蝶泳得第十一名，助泳隊最後以總成績第二名作結。

## 游泳紀錄
簡綽桐累計29次打破各年齡組別的香港游泳紀錄。曾保持2項香港紀錄、另保持4項青年紀錄(曾保持6項）、5項15-17歲分齡紀錄和3項13-14歲分齡紀錄(曾保持7項）。：
|                            |                | 項目                                                            | 時間           | 比賽日期       |
| 曾保持香港紀錄             | 曾保持香港紀錄 | 曾保持香港紀錄                                                  | 曾保持香港紀錄 | 曾保持香港紀錄 |
| -------------------------- | -------------- | --------------------------------------------------------------- | -------------- | -------------- |
| 1                          | 短池           | 100米混合泳                                                     | 1:01.08        | 2018年11月15日 |
| 2                          | 短池           | 4x200米自由式接力 （香港隊－施幸余、簡綽桐、陳健樂、何南慧)     | 8:01.24        | 2018年12月15日 |
| 分齡紀錄（15-17歲）        |                |                                                                 |                |                |
| 1                          | 長池           | 50米蝶泳                                                        | 27.47          | 2019年8月22日  |
| 2                          | 短池           | 50米蝶泳                                                        | 27.01          | 2019年3月9日   |
| 3                          | 長池           | 100米蝶泳                                                       | 1:00.48        | 2019年8月10日  |
| 4                          | 短池           | 100米蝶泳                                                       | 59.47          | 2019年3月10日  |
| 5                          | 短池           | 100米混合泳                                                     | 1:01.08        | 2018年11月15日 |
| 青年紀錄（16歲以下）       |                |                                                                 |                |                |
| 1                          | 長池           | 50米背泳                                                        | 29.52          | 2017年10月20日 |
| 2                          | 短池           | 50米背泳                                                        | 28.14          | 2018年3月11日  |
| 3                          | 短池           | 100米蛙泳                                                       | 1:09.14        | 2018年3月10日  |
| 4                          | 短池           | 100米個人混合泳                                                 | 1:02.10        | 2018年3月10日  |
| 曾保持青年紀錄（16歲以下） |                |                                                                 |                |                |
| 1                          | 短池           | 50米蛙泳                                                        | 32.50          | 2017年9月22日  |
| 2                          | 長池           | 4x200米自由式接力 （愉園體育會－鄧采淋、簡綽桐、葉澤恩、莊森儀) | 8:40.12        | 2017年7月15日  |
| 分齡紀錄（13-14歲）        |                |                                                                 |                |                |
| 1                          | 短池           | 50米背泳                                                        | 28.24          | 2017年3月12日  |
| 2                          | 短池           | 100米背泳                                                       | 1:02.07        | 2017年3月12日  |
| 3                          | 短池           | 100米蛙泳                                                       | 1:09.48        | 2017年3月11日  |
| 曾保持分齡紀錄（13-14歲）  |                |                                                                 |                |                |
| 1                          | 長池           | 50米背泳                                                        | 30.04          | 2017年4月4日   |
| 2                          | 短池           | 200米蛙泳                                                       | 2:30.55        | 2017年3月12日  |
| 3                          | 長池           | 50米蝶泳                                                        | 28.34          | 2017年4月3日   |
| 4                          | 短池           | 50米蝶泳                                                        | 27.66          | 2017年3月11日  |